# Lipové
Lipové (Hongaars:Zsemlékes) is een Slowaakse gemeente in de regio Nitra, en maakt deel uit van het district Komárno.
Lipové telt 180 inwoners.
Het dorp is ontstaan nadat het gebied rond de stad Komárno in 1920 van Hongarije aan het nieuwe land Tsjecho-Slowakije werd toegewezen. Op de gronden van een aantal adellijke familie werd een nederzetting gesticht met als start 79 Slowaakse families die vanuit het gebied rond Trenčín overkwamen.
Het was daarmee een van de twee nieuwe nederzettingen met Slowaken in het verder volledig Hongaarstalige gebied (naast Šrobárová). 

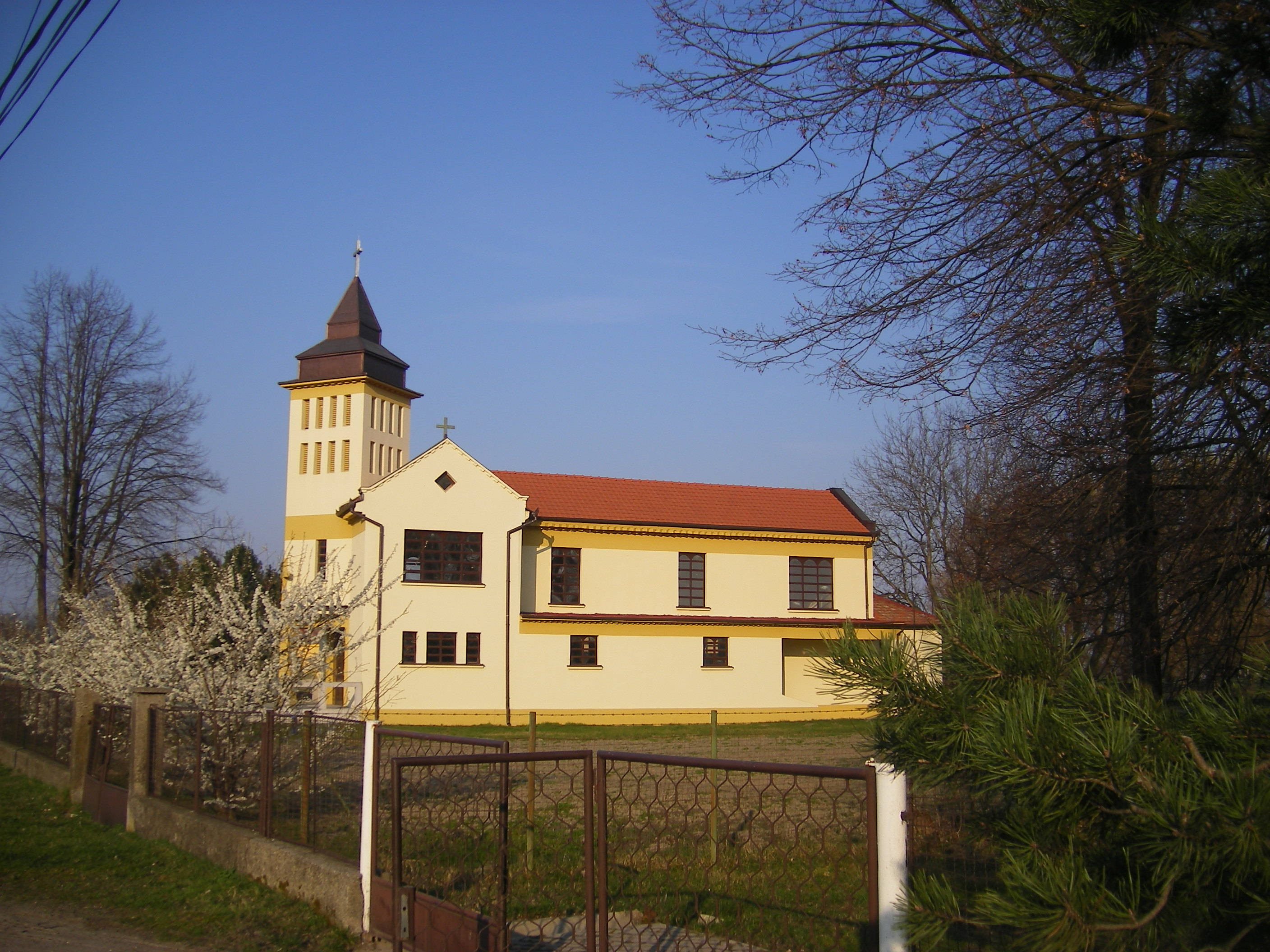
Kerk in Lipové